# Dark Lunacy
Dark Lunacy — італійський гурт, який грає в стилі мелодійний дез-метал. Сам гурт описує свій стиль як Dramatic Death Metal. Гурт отримав популярність перш за все завдяки оспівуванню російської та радянської культури, а також незвичайним драматизмом пісень.

## Біографія
Гурт був заснований в 1997 році вокалістом і гітаристом Mike Enomys. Тільки в 1999 році з приходом барабанщика Baijkal і басиста Harpad команда стала повною і через рік випустила перший офіційний альбом Devoid. У 2001 році басист Harpad покинув команду і його місце зайняв Imer. У 2003 році гурт випустив другий альбом Forget Me Not. У червні 2006 року Baijkal і Imer покинули гурт з особистих причин, але перед цим брали участь у запису і випуску нового альбому, The Diarist. Нові учасники, Mary Ann (бас-гітара) і Mathias (ударні) увійшли до складу команди в серпні 2006 року. Після того склад гурту неодноразово мінявся.

## Склад
Майк Лунасі — вокал, фортепіано

Даніеле Галассі — гітара

Клаудіо Сінквеграна — гітара

Алесандро Ваньйоні — ударні

Енді Маркіні — бас-гітара

## Дискографія
1998 — Silent Storm (EP)

1999 — Serenity (Демо)

2000 — Devoid

2002 — Twice

2003 — Forget Me Not

2006 — The Diarist